# El Calafate
El Calafate és una localitat situada a la regió de la Patagònia, a la província de Santa Cruz; Argentina. Està situat a la riba meridional del Llac Argentino, a uns 320 km al nord-oest de Río Gallegos i és la capçalera del departament Lago Argentino.
Destaca per ser la localitat més propera i, per tant, porta d'accés al Parc Nacional Los Glaciares (amb paratges de gran importància turística com la Glacera Perito Moreno o la muntanya Fitz Roy). La intendència del parc es troba a El Calafate.

## Història
El Calafate sorgeix en les primeres dècades del segle xx. Al principi, no era més que un punt d'aprovisionament dels transports de llana, realitzats en carreta, des de les estances de la regió.
Va ser fundada oficialment el 1927 pel govern argentí, a fi de consolidar el poblament de la regió.
No obstant això, seria l'Administració de Parcs Nacionals la responsable de consolidar la localitat. El 1943 comencen les obres de construcció de la intendència del Parc Nacional Los Glaciares (acabades el 1946). En aquell temps la localitat comptava amb prou feines amb uns cent habitants permanents. Durant molts anys, Parcs Nacionals va ser la institució més important de la localitat, portant l'electricitat, inaugurant el primer cinema, obrint camins, construint ponts, gestionant la primera estació del poble, entre altres infraestructures.
La inauguració del gasoducte boleadoras-El Calafate de 60 km d'extensió, i l'asfaltat de la ruta que uneix la localitat amb la glacera Perito Moreno, de 80 km de llarg, són les obres més rellevants dels últims anys.

## Població

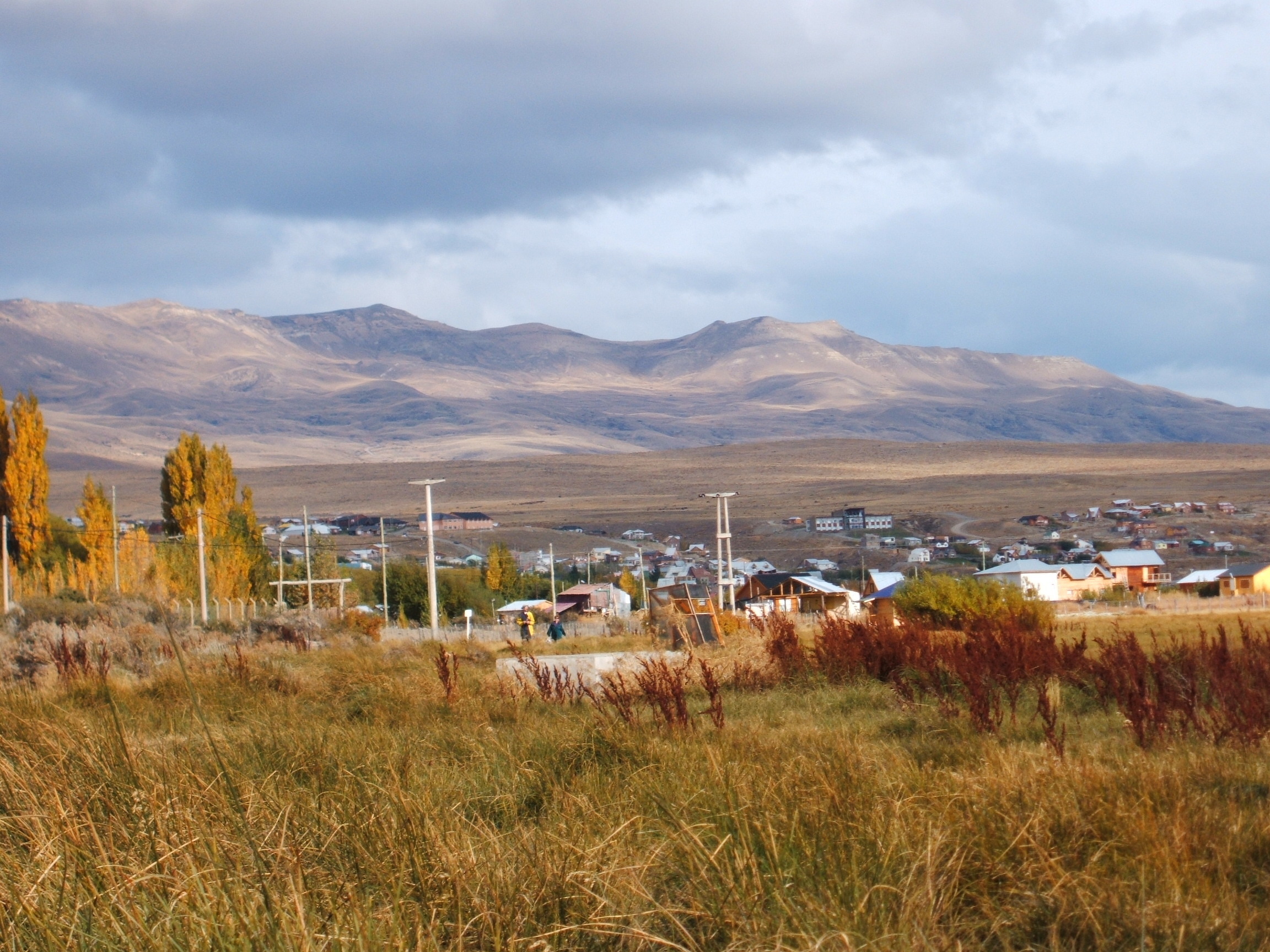
Panoràmica de El Calafate.

En l'últim cens de l'any 2001 tenia 6.410 habitants. Això representa un augment del 105% enfront dels 3.114 de l'any 1991. No obstant això, el gran creixement del turisme i la construcció en aquesta zona fan estimar la població, el 2008, al voltant dels 11.000 habitants.
Durant l'any (2010) El Calafate té una població superior als 22.000 habitants, fent d'aquesta la ciutat de major creixement a nivell nacional quant a població.

## Clima
El clima és fred i sec, amb una amplitud tèrmica anual no molt marcada. La mitjana del mes de gener és de 13 °C assolint els 28 °C, excepcionalment. Al juliol la mitjana és d'1 °C amb mínimes absolutes de -12 °C. La precipitacions ronden els 150 mm anuals.

## Turisme

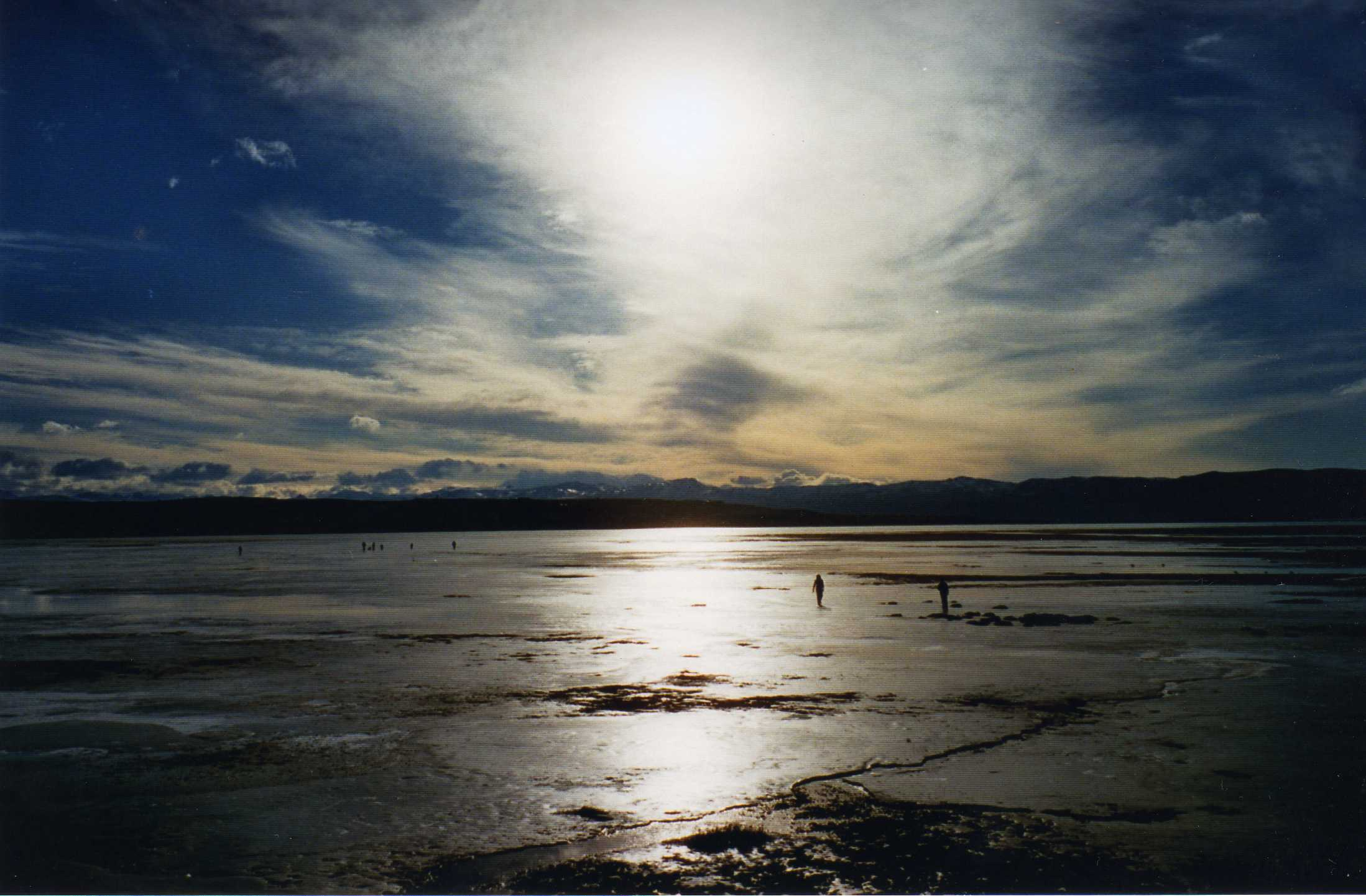
Badia Rodona del llac Argentino, congelada per les temperatures fredes.

A causa de l'existència dels grans  llacs Argentins i Viedma, la ciutat de El Calafate és el centre de totes les activitats a la regió, tant dins com fora del Parc Nacional Los Glaciares, a El Chaltén i fins i tot al Parc Nacional Torres del Paine al sud de Xile.
A l'àrea del parc nacional es fan les excursions a les glaceres, entre els quals es destaca el Perito Moreno, la major atracció d'aquest, el minitrekking i Big Ice sobre aquest glacera, la navegació pels canals del llac Argentí, visitant la Badia Onelli i les immenses glaceres Upsala, Spegazzini, Onelli i  Seca entre d'altres.
Als voltants del llac Argentino s'organitzen una gran varietat d'activitats, destacant les visites i estades turístiques, travesses en 4x4 off road als turons Fredes i Huyliche, cavalcades de diversa durada, excursions a la reserva ecològica de la llacuna Nimez i realitzar caminades al llac Roca.